# Flor Cazarín González
Flor Cazarín González (n. 1976) es una asesina serial mexicana, activa en Chihuahua, Chihuahua. Asesinó en complicidad de su hijo y otros hombres, a adultos mayores y de mediana edad para poder robarles. En febrero de 2020, fue condenada por la muerte de dos mujeres, pero se cree esta implicada hasta entre 20 y 25 asesinatos.

## Crímenes

### Modus operandi
Valiéndose de varios seudónimos  se acercaba a sus víctimas y se ganaba su confianza, en algunas ocasiones una vez entablaba una relación con éstas llegó a estafarlas para por ejemplo comprar bienes a crédito. Terminaba dopando a sus víctimas con clonazepam para desvalijar sus viviendas, las asesinaba apuñalándolas o estrangulándolas.

### Asesinato de Carlota Múñoz Durán
El 11 de julio de 2016, Cazarín y uno de sus hijos, llamado Roberto Rodríguez Cazarín, y otro hombre asesinaron a una mujer de 49 años de edad, Carlota Múñoz Durán. Según indagatorias, Carlota Múñoz habría muerto dentro de su propia casa entre las 8 y 14 horas, debido a un choque hipovolémico producto de 91 puñaladas en el torso, la víctima estaba inconsciente debido a que la habían drogado. Los asesinos se apoderaron de su automóvil y varios electrodomésticos. El cuerpo de Carlota fue encontrado 3 días después del crimen.

### Asesinato de Griselda Mojarro Delgado
En noviembre de 2016, drogó y plagió a Griselda Mojarro. Fue conducida en su propio auto a una zona baldía donde fue asesinada, le golpearon la cabeza con un martillo y finalmente la apuñalaron 18 veces en el torso y el cuello, se determinó nuevamente que la causa de muerte fue choque hipovolémico.